# Ctenophorus tjakalpa
Genre
Ctenophorus tjakalpa est une espèce de sauriens de la famille des Agamidae endémique d'Australie.

## Répartition et habitat
Ctenophorus tjakalpa est endémique d'Australie et se rencontre dans le Grand Désert de Victoria, en Australie-Occidentale et en Australie-Méridionale. Ce lézard se rencontre dans les dunes de sable.

## Description
Ctenophorus tjakalpa mesure entre 40 et 53 mm, queue non comprise, cette dernière mesurant entre 90 et 155 mm. C'est une espèce élancée, à longues pattes et à longue queue, au dos orange sable et aux rayures dorsolatérales claires, étroites mais continues, recouvrant une région dorsolatérale aux marques plus foncées, allant de faibles taches noirâtres à des marbrures noires irrégulières. Les marques de la gorge du mâle sont très variables, allant d'une tache noire prononcée ou d'un chevron partiel à une absence complète. La tache noire sur la poitrine du mâle est bien développée mais relativement étroite, continue avec une bande noire sur la patte avant. La rangée de pores fémoraux atteint la moitié du genou.

## Systématique
Le nom correct complet (avec auteur) de ce taxon est Ctenophorus tjakalpa Edwards (d) & Hutchinson (d), 2023,.

### Étymologie
Son épithète spécifique, tjakalpa, reprend le terme employé par le peuple Maralinga Tjarutja du sud du Grand Désert de Victoria pour désigner les petits lézards présents dans les dunes de sable,.

### Publication originale
- (en) Danielle. L. Edwards et Mark Hutchinson, « Sand Dragons: Species of the Ctenophorus maculatus Complex (Squamata: Agamidae) of Australia's Southern and Western Interior », Journal of Herpetology, vol. 57, no 2,‎ 2023, p. 176-196 (DOI 10.1670/22-021, lire en ligne)